# Geosesarma lawrencei
Espèce
Geosesarma lawrencei est une espèce de crabes semi-terrestres d'eau douce de la famille des Sesarmidae.

## Distribution
Cette espèce est endémique de Palawan, aux Philippines.

## Publication originale
- Manuel-Santos & Yeo, 2007 : A new species of Geosesarma from Palawan, Philippines. Zootaxa, no 1607, p. 63–67.